# Henderson Bridge
Die Henderson Bridge ist eine eingleisige Eisenbahnbrücke über den Ohio River zwischen Henderson in Kentucky und dem Vanderburgh County in Indiana. Die Stahl-Fachwerkbrücke aus dem Jahre 1932 geht auf eine der ersten Eisenbahnbrücken über den Ohio zurück, welche die Louisville and Nashville Railroad (L&N) bis 1885 errichtete. Da die Zufahrt zur Brücke in Indiana über mehrere Kilometer über das dortige Überschwemmungsgebiet des Ohio verläuft, beträgt die Gesamtlänge nahezu sechs Kilometer. Die L&N verzeichnete Anfang des 20. Jahrhunderts bis zu 100 Züge täglich auf ihrer Verbindung und bestand als Class-I-Bahngesellschaft bis 1982. Sie fusionierte damals mit der Seaboard Coast Line Railroad zur Seaboard System Railroad, die später in der CSX Transportation aufgegangen ist, welche die Brücke heute für den Güterverkehr nutzt.

## Geschichte

### Erste Brücke 1885

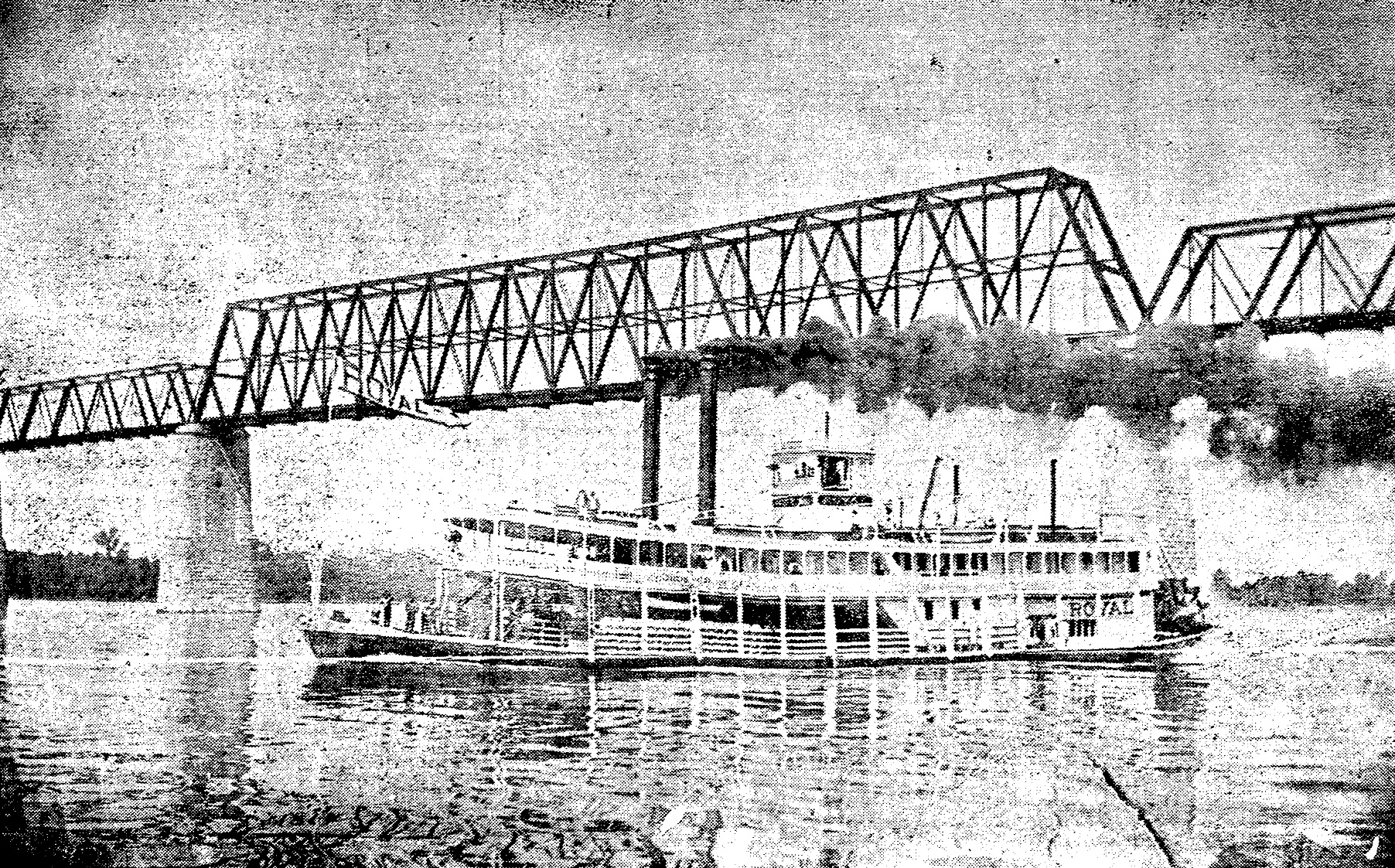
Die erste Eisenbahnbrücke der L&N über den Ohio bei Henderson 1893

Das Eisenbahnnetz der 1850 in Kentucky gegründeten Louisville and Nashville Railroad (L&N) reichte Anfang der 1880er Jahre südlich des Ohio bis nach Cincinnati im Osten und nach New Orleans im Süden. Für die Verbindung nach St. Louis im Osten und zum Anschluss an das Netz der Chicago and Eastern Illinois Railroad im Norden nach Chicago, musste der Ohio überquert werden, was die L&N durch eine Fährverbindung zwischen Evansville und Henderson realisierte. Da der Transfer sehr zeitaufwändig war und im Winter teilweise eingestellt werden müsste, errichtete die L&N bis 1885 eine eingleisige Eisenbahnbrücke über den Fluss bei Henderson in Kentucky. Durch die Brücke verringerte sich die Fahrzeit für Personenzüge zwischen St. Louis und Nashville um mehrere Stunden auf 12 und von Chicago nach Nashville auf 16 Stunden; die Fahrzeit über die Interstate 65 liegt heute für letztere Verbindung bei etwa 7 Stunden.
Die erste Henderson Bridge überspannte den fast einen Kilometer breiten Ohio mittels 13 parallelgurtiger Fachwerkträger zwischen 36 und 76 Meter Länge sowie mit einem zentralen Träger von 159 Metern über der Schifffahrtsrinne. Flankiert wurde die hohe Brücke von ausgedehnten ansteigenden Zufahrten. Auf der Indiana-Seite realisierte man diese hauptsächlich durch hölzerne Trestle-Brücken, die hier über das Überschwemmungsgebiet eine Länge von fast fünf Kilometern erreichten. Auf der Kentucky-Seite bestand diese aus einem Eisen-Viadukt und Balkenbrücken über mehrere Straßen im Stadtgebiet von Henderson. Die Brücke entwickelte sich zu einem wichtigen Verkehrsknotenpunkt und wurde auch von der Illinois Central Railroad für die Verbindung zwischen Evansville und Hopkinsville genutzt; das Verkehrsaufkommen stieg Anfang des 20. Jahrhunderts auf bis zu 100 Züge täglich.

### Zweite Brücke 1932

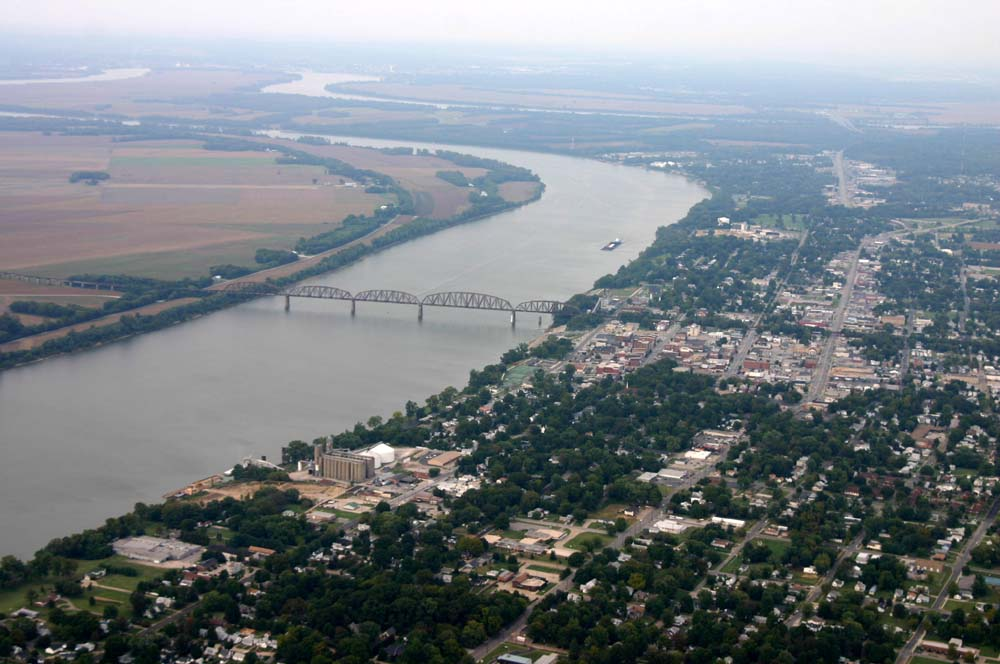
Luftbild von 2005 der zweiten Eisenbahnbrücke der L&N von 1932, rechts die Stadt Henderson und links das Überschwemmungsgebiet des Ohio River in Indiana (Blick flussauf)

Um mit den gestiegenen Anforderungen an die erforderlichen Traglasten von Brücken mithalten zu können, sah sich die L&N Ende der 1920er Jahre gezwungen, über einen Neubau nachzudenken. Die Gewichte der immer leistungsstärkeren Lokomotiven und der transportierten Lasten stiegen rasant und die erste Henderson Bridge war nur für die Last von zwei 80 Tonnen Dampflokomotiven vorgesehen (2× Typ Consolidation incl. Schlepptender, ca. Cooper E10); der Standard lag in den 1910er Jahren aber bereits bei 2 × 190 Tonnen (Cooper E60). Die neue Brücke wurde daher für eine Traglast von 2 × 270 Tonnen Lokomotiven (ca. Cooper E80) konzipiert, um auf zukünftige Gewichtserhöhungen vorbereitet zu sein, was in etwa dem heutigen Standard entspricht.
Die Steinpfeiler der ersten Brücke befanden sich noch in einem hervorragenden Zustand, waren aber für einen zweigleisigen Ausbau nicht breit genug und zudem erforderten die Vorgaben des War Department für einen Neubau eine größere lichte Weite für den Schiffsverkehr. Der Brückeningenieur der Louisville and Nashville Railroad J. M. Salmon entwarf daher eine zweigleisige Brücke mit einem zentralen 204-Meter-Fachwerkträger, der heute noch bei Eisenbahnbrücken in den USA zu den drei längsten einfachen Fachwerkträgern zwischen zwei Auflagern zählt; den Rekord hält seit 1917 die Metropolis Bridge mit 220 Metern. Die zweite Brücke wurde etwa 30 Meter flussabwärts von der ersten zwischen Mai 1931 und Dezember 1932 unter der Leitung des Chefingenieurs W. H. Courtenay errichtet, der schon 47 Jahre zuvor als Assistent des Verbindungsingenieurs beim Bau der ersten Brücke beteiligt war. Die Herstellung der Stahlelemente und die Errichtung des Überbaus erfolgte durch die American Bridge Company, die Arbeiten waren am 31. Dezember abgeschlossen und am Neujahrstag 1933 wurde die Brücke feierlich eröffnet; die alte Brücke einschließlich der Brückenpfeiler riss man dann bis Ende 1933 vollständig ab.
Die Zufahrt auf der Kentucky-Seite wurde im Zuge des Neubaus durch einen Bahndamm ersetzt, der durch mehrere Unterführungen für die Straßen auf dem Stadtgebiet von Henderson unterbrochen ist. Die mehrere Kilometer langen hölzernen Trestle-Brücken entlang das Überschwemmungsgebietes auf der Indiana-Seite wurden größtenteils weiterverwendet, da man diese 1919 erneuert hatte. Die sechs Fachwerkträger über den Ohio wurden für eine zweigleisige Nutzung ausreichend dimensioniert, die Balken- und Trestle-Brücken der Zufahrten aber damals nur eingleisig ausgebaut; alle Stahlbetonpfeiler – inklusive der Pfahlgründung – waren aber für eine Erweiterung um ein zweites Gleis vorbereitet, der Ausbau wurde aber nie umgesetzt.
1946 erfolgte eine großangelegte Überholung der Indiana-Zufahrt, bei der die Holz-Trestle-Brücken auf ihrer komplette Länge durch Stahlbeton-Konstruktionen ersetzt und um einem Meter erhöht wurden. Das Verkehrsaufkommen lag zu dieser Zeit bei durchschnittlich 50 Zügen täglich. Die L&N fusionierte 1982 mit der Seaboard Coast Line Railroad zur Seaboard System Railroad, die ihrerseits wenig später in der CSX Transportation aufging, dem heutigen Betreiber der Brücke.

## Beschreibung

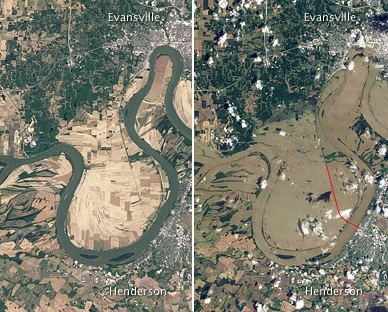
Der Ohio River zwischen Evansville (oben) und Henderson (unten) im April 2010 (links) und während der Mississippiflut im Mai 2011 (rechts). Die Henderson Bridge überquert den Ohio oberhalb von Henderson und verläuft dann noch etwa 5 km über das Überschwemmungsgebiet nordwärts nach Evansville.

Die Hederson Bridge gliedert sich in die 964 Meter lange Hauptbrücke über den Ohio und die anschließenden langgestreckten Zufahrten mit einer Steigung von etwa 1 ‰, wodurch die Brücke auf eine Gesamtlänge von etwa 6 Kilometern kommt. Von der Kentucky-Seite im Osten aus besteht die Hauptbrücke aus zwei Balkenbrücken von 37 Meter Länge, gefolgt von fünf Fachwerkträgern mit gebogenem Obergurt und untenliegendem Gleis (150 m, 204 m, 3 × 150 m), die als Strebenfachwerk mit Pfosten (Warren truss) ausgeführt sind. Daran schließt sich noch ein 72 Meter langer parallelgurtiger Träger mit obenliegendem Gleis am Indiana-Ufer an. Die Hauptbrücke ruht auf acht Strompfeilern aus Stahlbeton und dem Widerlager auf der Kentucky-Seite, das den Anschluss zum Bahndamm im Stadtgebiet von Henderson bildet. Für die Brücke wurden 18.000 Tonnen Stahl verbaut, wobei der längste Fachwerkträger 4125 Tonnen wiegt. Die lichte Höhe des Überbaus beträgt etwa 27 Meter bei normalem Wasserstand.
Auf der Indiana-Seite folgen 57 Balkenbrücken zwischen 8 und 37 Meter Länge – davon 25 mit 30 Metern – über das dortige Überschwemmungsgebiet des Ohio, die ebenfalls auf Stahlbetonpfeilern ruhen und eine circa 1,4 Kilometer lange Kurve in Richtung Norden bilden. Daran schließt sich die 1946 neu errichtete Trestle-Brücke von fast 4 Kilometern in Richtung Evansville an. Diese besteht aus über 2000 etwa 15 Meter langen Stahlbeton-Pfählen, die in den Untergrund getrieben wurden und auf denen 628 Betonplatten ruhen, die das Schotter-Gleisbett tragen.